# Hemipeplus abditus
Hemipeplus abditus là một loài bọ cánh cứng trong họ Mycteridae. Loài này được Pollock miêu tả khoa học năm 1999.